# Ванганел
Ванганел (словен. Vanganel) — поселення в общині Копер, Регіон Обално-крашка, Словенія. Висота над рівнем моря: 33,9 м.